# Beaver Creek (Yukon River, Beaver)
Der Beaver Creek (beaver englisch für „Biber“, creek für „kleinerer Fluss“) ist ein 467 km langer linker Nebenfluss des Yukon River im Interior des US-Bundesstaats Alaska.

## Verlauf
Sein Quellgebiet liegt etwa 80 Kilometer nördlich von Fairbanks in den White Mountains, einem Gebirgszug der Tanana Hills. Er fließt zunächst in westlicher Richtung, biegt dann nach Nordosten und nachdem er das Gebirge verlassen hat wieder nach Westen ab und mündet bei Beaver im Yukon Flats National Wildlife Refuge in den Beaver Slough, ein linker Flussarm des Yukon River.

## Naturschutz
Der Oberlauf des Beaver Creek, 204 Kilometer im Erholungsschutzgebiet White Mountains National Recreation Area und 26 Kilometer im Wildlife Refuge, wurde 1980 durch den Alaska National Interest Lands Conservation Act als National Wild and Scenic River unter der Verwaltung des Bureau of Land Management und des United States Fish and Wildlife Service ausgewiesen.
2009 wurde der Beaver Creek wegen der geplanten Erschließung von Öl- und Gasvorkommen von der Organisation American Rivers auf Platz 8 der gefährdetsten Flüsse der USA gesetzt.